# Campeonato Panamericano de Balonmano Junior Femenino de 2008
El VII Campeonato Panamericano de Balonmano Junior Femenino se disputó en Buenos Aires, Argentina entre el 11 y el 15 de marzo de 2008 bajo la organización de la Federación Panamericana de Handball.. El torneo pone 2 plazas en juego para el Campeonato Mundial de balonmano Junior Femenino de Macedonia 2008

## Primera fase

### Grupo A
| Equipo    | J | G | E | P | GF | GC | DG  | PTS |
| --------- | - | - | - | - | -- | -- | --- | --- |
| Argentina | 3 | 3 | 0 | 0 | 80 | 54 | +26 | 6   |
| Chile     | 3 | 1 | 0 | 2 | 72 | 78 | -6  | 2   |
| Canadá    | 3 | 1 | 0 | 2 | 69 | 78 | -9  | 2   |
| México    | 3 | 1 | 0 | 2 | 66 | 77 | -11 | 2   |

#### Resultados
| Fecha      | Hora  | Partido³  | Partido³ | Partido³ | Resultado |
| ---------- | ----- | --------- | -------- | -------- | --------- |
| 11.03.2008 | 15:00 | México    | -        | Canadá   | 24-23     |
| 11.03.2008 | 19:30 | Argentina | -        | Chile    | 27-17     |
| 12.03.2008 | 13:30 | Canadá    | -        | Chile    | 28-26     |
| 12.03.2008 | 19:30 | Argentina | -        | México   | 25-19     |
| 13.03.2008 | 15:30 | Chile     | -        | México   | 29-23     |
| 13.03.2008 | 19:30 | Argentina | -        | Canadá   | 28-18     |

### Grupo B
| Equipo      | J | G | E | P | GF  | GC | DG  | PTS |
| ----------- | - | - | - | - | --- | -- | --- | --- |
| Brasil      | 3 | 3 | 0 | 0 | 103 | 52 | +51 | 6   |
| Uruguay     | 3 | 2 | 0 | 1 | 51  | 63 | -12 | 4   |
| Groenlandia | 3 | 1 | 0 | 2 | 66  | 78 | -12 | 2   |
| Puerto Rico | 3 | 0 | 0 | 3 | 57  | 84 | -27 | 0   |

#### Resultados
| Fecha      | Hora  | Partido³    | Partido³ | Partido³    | Resultado |
| ---------- | ----- | ----------- | -------- | ----------- | --------- |
| 11.03.2008 | 13:00 | Groenlandia | -        | Puerto Rico | 34-26     |
| 11.03.2008 | 17:00 | Brasil      | -        | Uruguay     | 34-18     |
| 12.03.2008 | 15:30 | Brasil      | -        | Puerto Rico | 33-16     |
| 12.03.2008 | 17:30 | Uruguay     | -        | Groenlandia | 16-14     |
| 13.03.2008 | 13:30 | Uruguay     | -        | Puerto Rico | 17-15     |
| 13.03.2008 | 17:30 | Brasil      | -        | Groenlandia | 36-18     |

### 5º al 8º Puesto
| Fecha      | Hora² | Partido³    | Partido³ | Partido³ | Resultado |
| ---------- | ----- | ----------- | -------- | -------- | --------- |
| 14.03.2008 | 13:30 | Puerto Rico | -        | Canadá   | 25-23     |
| 14.03.2008 | 15:30 | Groenlandia | -        | México   | 32-25     |

### 7º/8º puesto
| Fecha      | Hora² | Partido¹ | Partido¹ | Partido¹ | Resultado |
| ---------- | ----- | -------- | -------- | -------- | --------- |
| 15.03.2008 | 13:30 | México   | -        | Canadá   | 23-21     |

### 6º/5º puesto
| Fecha      | Hora² | Partido¹    | Partido¹ | Partido¹    | Resultado |
| ---------- | ----- | ----------- | -------- | ----------- | --------- |
| 15.03.2008 | 15:30 | Puerto Rico | -        | Groenlandia | 23-22     |

## Segunda fase

### Semifinales
| Fecha      | Hora² | Partido³  | Partido³ | Partido³ | Resultado |
| ---------- | ----- | --------- | -------- | -------- | --------- |
| 14.03.2008 | 17:30 | Brasil    | -        | Chile    | 35-09     |
| 14.03.2008 | 19:30 | Argentina | -        | Uruguay  | 21-18     |

### 3º/4º puesto
| Fecha      | Hora² | Partido¹ | Partido¹ | Partido¹ | Resultado |
| ---------- | ----- | -------- | -------- | -------- | --------- |
| 15.03.2008 | 17:30 | Uruguay  | -        | Chile    | 30-22     |

### Final
| Fecha      | Hora² | Partido¹  | Partido¹ | Partido¹ | Resultado |
| ---------- | ----- | --------- | -------- | -------- | --------- |
| 15.03.2008 | 19:30 | Argentina | -        | Brasil   | 24-17     |

| Argentina           |
| Campeón             |
| Argentina 2° título |

### Clasificación general
| 1. Argentina   |
| 2. Brasil      |
| 3. Uruguay     |
| 4. Chile       |
| 5. Puerto Rico |
| 6. Groenlandia |
| 7. México      |
| 8. Canadá      |

## Clasificados al Mundial 2008
| Bandera de Argentina | Bandera de Brasil |
| Argentina            | Brasil            |
| -------------------- | ----------------- |